# Matteo Lovato
Matteo Lovato (sinh ngày 14 tháng 2 năm 2000) là một cầu thủ bóng đá chuyên nghiệp người Ý hiện tại đang thi đấu ở vị trí trung vệ cho câu lạc bộ Salernitana tại Serie A.

## Sự nghiệp thi đấu

### Đầu sự nghiệp
Lovato trải qua những năm đầu ở đội trẻ của Padova trước khi chuyển đến đội U-17 của Genoa ở tuổi 16, nơi anh ra sân 18 lần và ghi được hai bàn thắng. Tuy nhiên, Lovato không tham gia đội Primavera của Genoa; anh trở lại Padova theo dạng cho mượn vào tháng 1 năm 2018.
Vào ngày 25 tháng 8 năm 2019, Lovato có trận ra mắt Serie C cho Padova dưới sự dẫn dắt của huấn luyện viên Salvatore Sullo, với tư cách là cầu thủ đá chính trong chiến thắng 3–1 trên sân khách trước Virtus Verona. Anh sẽ ở lại câu lạc bộ trong nửa đầu mùa giải 2019–20 và có 18 lần ra sân trên mọi đấu trường.

### Hellas Verona
Vào ngày 31 tháng 1 năm 2020, Hellas Verona thông báo mua lại Lovato với mức phí được báo cáo là €500.000. Anh có trận ra mắt Serie A cho câu lạc bộ vào ngày 18 tháng 7 năm 2020 dưới sự dẫn dắt của huấn luyện viên Ivan Jurić khi vào sân thay người cho Koray Günter trong trận hòa 1-1 trên sân nhà trước Atalanta.
Mùa giải tiếp theo, Lovato được tung vào đội hình xuất phát sau khi Marash Kumbulla rời đội bóng. Anh đã ra sân tổng cộng 24 lần cho Verona, giúp câu lạc bộ cán đích ở vị trí thứ 10.

### Atalanta
Vào ngày 31 tháng 7 năm 2021, Lovato ký bản hợp đồng thời hạn 4 năm với câu lạc bộ Atalanta, với mức phí được báo cáo là 8 triệu euro cộng với 3 triệu euro tiền thưởng.

#### Cho mượn tại Cagliari
Vào ngày 3 tháng 1 năm 2022, Lovato gia nhập Cagliari dưới dạng cho mượn đến cuối mùa giải 2021–22.

### Salernitana
Lovato gia nhập câu lạc bộ Salernitana tại Serie A vào ngày 6 tháng 7 năm 2022 theo bản hợp đồng 5 năm, như một phần của thỏa thuận Éderson chuyển sang câu lạc bộ khác.

## Sự nghiệp quốc tế
Vào ngày 12 tháng 11 năm 2020, Lovato ra mắt quốc tế cho đội tuyển U-21 Ý, khi ra sân ngay từ đấu trong trận thắng 2–1 trước Iceland tại Vòng loại Giải vô địch bóng đá U-21 châu Âu 2021 diễn ra ở Reykjavík.

## Thống kê sự nghiệp

### Câu lạc bộ
Tính đến 22 tháng 5 năm 2022
| Câu lạc bộ          | Mùa giải            | Giải đấu            | Giải đấu | Giải đấu | Cúp  | Cúp | Châu lục | Châu lục | Khác | Khác | Tổng cộng | Tổng cộng |
| Câu lạc bộ          | Mùa giải            | Hạng đấu            | Trận     | Bàn      | Trận | Bàn | Trận     | Bàn      | Trận | Bàn  | Trận      | Bàn       |
| ------------------- | ------------------- | ------------------- | -------- | -------- | ---- | --- | -------- | -------- | ---- | ---- | --------- | --------- |
| Padova              | 2019–20             | Serie C             | 17       | 0        | 1    | 0   | –        | –        | –    | –    | 18        | 0         |
| Hellas Verona       | 2019–20             | Serie A             | 1        | 0        | 0    | 0   | –        | –        | –    | –    | 1         | 0         |
| Hellas Verona       | 2020–21             | Serie A             | 24       | 0        | 0    | 0   | –        | –        | –    | –    | 24        | 0         |
| Hellas Verona       | Tổng cộng           | Tổng cộng           | 25       | 0        | 0    | 0   | 0        | 0        | 0    | 0    | 25        | 0         |
| Atalanta            | 2021–22             | Serie A             | 6        | 0        | 0    | 0   | 1        | 0        | –    | –    | 7         | 0         |
| Cagliari (mượn)     | 2021–22             | Serie A             | 16       | 0        | 0    | 0   | 0        | 0        | –    | –    | 16        | 0         |
| Tổng cộng sự nghiệp | Tổng cộng sự nghiệp | Tổng cộng sự nghiệp | 64       | 0        | 1    | 0   | 1        | 0        | 0    | 0    | 66        | 0         |